# ECC Preussen Berlin
Der Eishockey-Club Charlottenburg Preussen Berlin e. V. war ein Eishockey-Verein aus Berlin. Von seiner Gründung 2004 bis August 2012 hatte er noch das Wort „Juniors“ im Vereinsnamen. Der Verein sah sich in der Tradition des BSC Preussen bzw. der Berlin Capitals, war jedoch juristisch von diesem unabhängig. Im Juli 2020 wurde der Verein nach einem Insolvenzantrag aufgelöst.
Von 2010 bis 2013 und von 2015 bis 2019 spielte der Club in der drittklassigen Oberliga.

## Geschichte

### Herkunft und Entstehung des Namens
Auch wenn der ECC Preussen ein komplett eigener Verein ist und keine gemeinsame Arbeit, weder in wirtschaftlicher noch in spielerischer Zusammenarbeit, mit dem Berliner Schlittschuhclub besaß, ist die Herkunft des Namens auf die Vergangenheit zurückzuführen. Gegründet wurde der Berliner Schlittschuhclub bereits im Jahr 1893. 1909 wurde der erste Eishockeybetrieb aufgenommen. Gründe für die häufige Namensänderung liegen dabei vor allem in finanzieller Misswirtschaft, sportlichem Misserfolg und der immer stärker werdenden Konkurrenz der Berliner Eisbären im Ostteil der Stadt.
Für die Geschichte des ECC Preussens ist allein die Geschichte seit der Ausgliederung der Eishockeyabteilung aus dem Stammverein relevant.
- 1981–1983 Berliner Schlittschuhclub Eishockey e. V
- 1983–1995 BSC Preussen Berlin e. V.
- 1995–1996 Preussen Devils
- 1996–1999 Berlin Capitals Eishockey GmbH
- 1999–2002 Berlin Capitals Eishockey GmbH – Die Preussen
- 2002–2004 EC Berlin Capitals e. V.

Nach erneuter Insolvenz 2004 vollzogen die Verantwortlichen eine Trennung zwischen Jugend- und Profisport:
- Gründung für den Nachwuchs: Eishockey Club Charlottenburg Preussen Juniors Berlin e. V. (ECC Preussen)
- Gründung für den Profibereich: Berliner Schlittschuhclub Preussen (BSchC Preussen)

Der BSchC Preussen ging nach der Saison 2004/05 in die Insolvenz.
Exkurs:
Der Berliner Schlittschuhclub 2007, der im Sommer 2007 aus der aus dem Berliner Schlittschuhclub ausgeschlossenen Eishockeyabteilung entstand, versuchte zur Saison 2007/2008 mit einer Mannschaft in der Regionalliga zu starten. Nachdem es jedoch erneut Probleme mit dem Austragungsort der Heimspiele und den Lizenzen gab und es auch erst in der Abstiegsrunde gelang, die ersten sportlichen Siege einzufahren, zog der Vorstand die Konsequenzen und meldete für die Saison 2008/2009 allein eine Mannschaft für die Sachsenliga (5. Liga), sodass der ehemalige Rekordmeister, der Berliner Schlittschuhclub, wohl endgültig in den Amateurbereich abgerutscht ist. Wie schon in den vergangenen Jahren erfolgte abermals eine Umbenennung des Vereins in Eissport und Schlittschuh Club 2007 Berlin e. V. Ähnlich wie die vorangegangenen Namensänderungen wurde auch dieser Name bei den noch verbliebenen Fans nicht sehr positiv aufgenommen. Der Grund für die die Umbenennung lag in der Ähnlichkeit zum Altverein aus dem Jahr 1983. Seit 2020 heißt dieser Verein wieder Berliner Schlittschuh-Club, nachdem der Altverein 2014 insolvent ging und aufgelöst wurde.

### Gründung und Trennung vom BSC Preussen (2004)
Nachdem nach der Berlin Capitals Eishockey GmbH auch der Stammverein EC Berlin Capitals im Frühjahr 2004 unter Insolvenzverwaltung gestellt wurden, gründeten verschiedene Aktive aus dem Umfeld des Vereins und insbesondere der Nachwuchsabteilung einen neuen Verein (EC Neuer Anfang), um den Spielbetrieb des Nachwuchses aufrechtzuerhalten.
In der Gründungsphase waren verschiedene Versionen für den Vereinsnamen im Umlauf, aber erst unter dem Namen ECC Preussen Juniors wurde der Verein ins Vereinsregister aufgenommen. Neben den vielen Nachwuchsmannschaften in sämtlichen jugendlichen Altersklasse (5–17 Jahre), stellte der ECC auch eine Seniorenmannschaft, die in der Regionalliga-Saison 2004/05 an den Start ging.

### Die ersten Erfolge (2007–2009)
Nachdem die ersten Jahre eher durchwachsen verliefen, stellte die Spielzeit 2007/2008 den bisherigen Höhepunkt in der noch jungen Geschichte der ECC Preussen Juniors da. Völlig unerwartet und mit einem Kader, dem man nicht mehr als Mittelmaß zutraute, kam man bis ins Playoff-Finale, wo der ECC gegen den EHV Schönheide 09 im Modus Best-of-Three mit 2:1 verlor und die Saison als Vizemeister abschloss. Bevor es zu dem überraschenden Finale kam, schlug man den Lokalrivalen FASS Berlin ebenfalls im Modus Best-of-Three mit 2:0 Siegen. Die Besucherzahlen in den Heimspielen, auch gegen den EHV Schönheide, reichten dabei an alte Zeiten des Berliner Schlittschuhclubs heran. Der Zuschauerschnitt in den Heimspielen gegen FASS Berlin und Schönheide lag bei über 1000 Zuschauern pro Spiel.
Als Meister und sportlicher Aufsteiger besaß der EHV Schönheide das Aufstiegsrecht. Da von Seiten von Schönheide davon jedoch kein Gebrauch gemacht wurde, bat die ESBG auch den ECC, den Gang in die – drittklassige – Oberliga Saison 2008/2009 zu wagen. Um jedoch nicht ähnliche finanzielle Fehler zu begehen, wie sie Jahre zuvor beim Berliner SC Preussen und den Berlin Capitals begangen wurden, machte der Verein keinen Gebrauch von der Aufstiegsmöglichkeit.
Mit namhaften Spielerverpflichtungen wie Holger Mix, Jan Schertz und André Berger sowie der Trainerverpflichtung von Heiko Awizus strebte man eine Saison später jedoch den sportlichen Aufstieg in die Oberliga an. Nachdem der ECC die Hauptrunde souverän als erster beendet hatte und im Finale die Black Dragons Erfurt mit 2:1 Spielen schlug, konnte man den ersten Meistertitel der Vereinsgeschichte feiern. Bemerkenswert waren in den Playoffs die Auswärtsspiele, in denen knapp 200 Fans nach Weißwasser (Tornado Niesky trug dort das Playoffspiel gegen den ECC aus) und gut 300 Fans nach Erfurt reisten.
Insbesondere aufgrund fehlender finanzieller Mittel des Vereins konnte der sportlich erreichte Aufstieg jedoch nicht wahrgenommen werden. Mit Marvin Krüger verließ der erste selbst ausgebildete Spieler und Torschützenkönig der Saison den Verein Richtung Hannover Scorpions (DEL). Zudem erschwerte die Schließung der Deutschlandhalle und die damit verbundene Reduzierung der Eiszeiten eine Verbesserung der sportlichen Leistungsfähigkeit. Die Mannschaft nahm in der Saison 2009/10 daher erneut an der Regionalliga Ost teil.

### Sportliche und finanzielle Probleme (2009–2011)
Zu Saisonbeginn 2009/10 zog der ECC zwangsweise ins Erika-Heß-Eisstadion in Berlin-Wedding um. Folge des Umzuges war ein starker Zuschauerschwund, der dem Verein erneut finanziell zu schaffen machte. So kamen zu den ersten Heimspielen mit 200 bis 300 Fans lediglich die Hälfte der Zuschauer aus den Vorjahren.
Sportlich rutschte der ECC im Laufe der Saison bis auf den vorletzten Tabellenplatz ab. Infolge des mäßigen Saisonverlaufes entließ der Verein die Trainer Marco Rentzsch und Nicolai Tittus. Marco Rentzsch wurde anschließend für kurze Zeit Trainer des fünftklassigen Berliner Schlittschuhclub. Saison- und Vereinshöhepunkt war ein Gastspiel der DEL-Mannschaft der Hannover Scorpions, des neuen Vereins von Marvin Krüger. Zu diesem Spiel kamen knapp 900 Fans.
Auch in der Saison 2010/11 gab es vor allem aufgrund mangelhafter Eis- und Spielflächen weitere Probleme. Aus Kostengründen zog man in den Hangar 3 des Flughafens Tempelhofs, in dem nach der Schließung der Deutschlandhalle eine provisorische Eisfläche für viele Berliner Eishockeymannschaften errichtet wurde. Sportlich startete der ECC nach einem Umbruch im Fan- und Vereinsumfeld mit viel Motivation und einer Reihe von Siegen, wurde aber bereits nach wenigen Spielen in die Realität zurückgeholt und fand sich so im unteren Tabellendrittel der Oberliga Ost wieder.

### Insolvenzverfahren 2011
Am 6. Mai 2011 wurde durch Beschluss des Amtsgerichts Berlin-Charlottenburg das Insolvenzverfahren für den Verein eröffnet (Aktenzeichen 36 e IN 954/11), nachdem das vorläufige Verfahren am 21. April 2011 auf Antrag durch die amtierenden, im Vereinsregister eingetragenen Vorstandsmitglieder eröffnet wurde.
Aus den am 7. Februar, 31. März und 6. Mai 2011 durchgeführten Mitgliederversammlungen ergab sich eine unklare Situation über die tatsächliche Vertretungsbefugnis der als Vorstand gewählten Personen. Daher wurde vom Amtsgericht am 31. Mai 2011 ein Notvorstand mit dem Auftrag bestimmt, im Rahmen einer Mitgliederversammlung eine ordnungsgemäße Wahl eines Vereinsvorstands abzuhalten und einen Beschluss über die Fortführung der Vereinsarbeit nach § 42 Abs. 1 BGB herbeizuführen.

### Zwischen Ober- und Regionalliga (2012–2020)
Auf der Mitgliederversammlung am 30. August 2012 wurde beschlossen, aus dem Vereinsnamen das Wort Juniors herauszunehmen. Nach Abschluss der Saison 2012/13 auf dem letzten Platz beendeten einige Sponsoren ihr Engagement, so dass die finanziellen Mittel für einen erneuten Start in der Oberliga Ost nicht reichten. Daher trat die Mannschaft in der Saison 2013/14 in der Regionalliga Ost an und startete dort als Mitfavorit. Im Heimspiel gegen den ESC 2007 Berlin konnte, unterstützt von einigen Sponsoren, mit 1000 Zuschauern der Publikumsrekord der Saison aufgestellt werden. Die Saison wurde ohne Punktverlust mit dem Erringen des Meistertitels abgeschlossen, der Aufstieg jedoch aus finanziellen Gründen nicht angetreten.
Daher trat der ECC als Titelverteidiger in der Saison 2014/15 in der Regionalliga Ost an und wurde mit einem Punkt Vorsprung erneut Meister. Das mit dem Meistertitel verbundene erneute Aufstiegsrecht in die Oberliga wurde im Sommer 2015 wahrgenommen. Die Spielzeiten zwischen 2015/16 und 2017/18 schloss der ECC stets im unteren Tabellenfeld der Oberliga Ost ab. In der Saison 2018/19 belegte der ECC den letzten Platz, stieg erneut ab und spielte daher in der Saison 2019/20 in der Regionalliga Ost. Dort kam der Club auf Anhieb in das Finale der Playoffs, das auf Grund der Corona-Beschränkungen nicht ausgetragen wurde. Am 7. Juli 2020 wurde das Insolvenzverfahren über den Verein eröffnet, welches in der Auflösung des Vereins endete.

### Nachfolger
Nach der Auflösung des Vereins gelang es nicht, den Spielbetrieb der Regionalligamannschaft aufrechtzuerhalten. Diese wurde aufgelöst. Für die Nachwuchsmannschaften wurde unter dem Dach des SC Charlottenburg eine neue Abteilung SCC Adler gegründet, die dort eine zweite Eishockeyabteilung neben der bereits bestehenden Landesligamannschaft des SCC bildet. Die Adler gehen seit 2022 auch mit einer Seniorenmannschaft an den Start. Die zweite Mannschaft des ECC Preussen, die Wikinger aus der Landesliga Berlin, wechselten zum Berliner Schlittschuhclub und bilden seither dessen 1b. Die Para-Eishockey-Mannschaft des ECC Preussen hatte sich bereits 2019 als Para-Eishockey Club Berlin selbständig gemacht.
Im Mai 2023 gründete eine Gruppe, zu der auch die ehemaligen BSC-Preussen- bzw. Capitals-Spieler Georg Holzmann, Ulrich Egen und Gaétan Malo gehören, einen neuen Verein mit dem Namen Berlin Capitals Akademie e. V. Dieser sieht sich als Neugründung der Berlin Capitals und will 2025/26 den Spielbetrieb in allen Altersklassen aufnehmen.

## Bekannte ehemalige Spieler

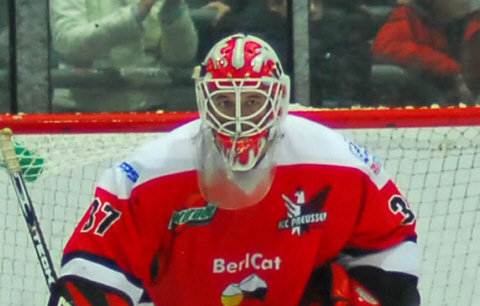
Björn Leonhardt

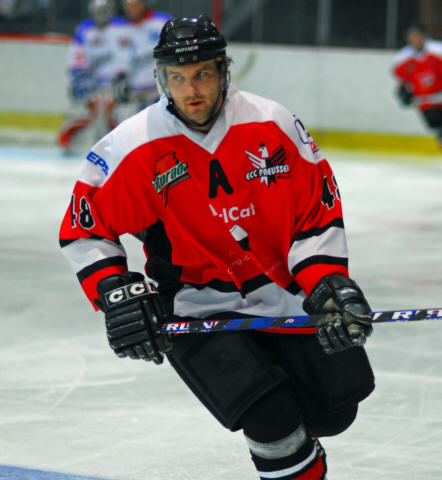
Nils Watzke

Der Großteil der bekannten Spieler hat eine lange Berliner Vorgeschichte. So haben Spieler wie Marco Rentzsch, Holger Mix und weitere unter anderem bei den Eisbären Berlin, dem BSC Preussen oder FASS Berlin gespielt.
In der Liste aufgeführt sind all die Spieler, die zu mindestens jahrelang bei den Berlin Capitals und/oder beim BSC Preussen gespielt haben und gegebenenfalls Erfahrung aus der 1. und/oder 2. Bundesliga besitzen.

### Aus der Ära des ECC Preussen
- Marvin Krüger
- André Berger
- Holger Mix
- Andreas Jenike

### Aus der Ära des BSchC Preussen und des BSC Preussen
- Björn Leonhardt
- Marco Rentzsch
- Doug Murray
- Bastian Geistler
- Stefan Leciejewski
- Kay Hurbanek
- Jan Schertz
- Nico Tittus
- Jochen Molling

## Trainer
- Saison 2004/05: Erwin Jaworowski
- Saison 2005/06: Czesław Panek
- Saison 2006/07: Harald Kuhnke
- Saison 2007/08: Marco Rentzsch
- Saison 2008/09: Marco Rentzsch und Heiko Awizus
- Saison 2009/10: Heiko Awizus
- Saison 2010/11: Karel Slanina
- Saison 2010/11: Stefan Mann
- Saison 2011/12: Stefan Mann
- Saison 2012/13: Benjamin Hinterstocker
- Saison 2013/14: Ivan Horák
- Saison 2015/16 Björn Leonhardt
- Saison 2016/17 Len Soccio
- Saison 2017/18 David Haas
- Saison 2018/19 Uli Egen
- Saison 2019/20 Simon Braun

## Spielstätte

### Deutschlandhalle
Mit dem Ende des Spielbetriebs bei der Berliner Schlittschuhclub Preussen GmbH war der ECC die höchstklassige Mannschaft, die die Spiele in der Deutschlandhalle seit der Saison 2005/2006 austrug.
Durch die von Anfang August 2005, fast die komplette Saison 2005/2006 andauernde Sperrung der Deutschlandhalle durch die Messe Berlin mussten der Spiel- und Trainingsbetrieb in anderen Eisstadien Berlins durchgeführt werden.
Am 27. Juni 2008 beschloss der Berliner Senat und die Messe Berlin die endgültige Schließung der Deutschlandhalle zum 30. April 2009, den nachfolgenden Abriss und einen Neubau bis spätestens 2011. Als Alternativen bis zur Fertigstellung des Neubaus standen das Berliner Erika-Heß-Eisstadion mit etwa 2800 Plätzen (FASS Berlin) oder der Berliner Wellblechpalast mit etwa 4700 Plätzen (bis 2008 Spielstätte der Eisbären Berlin und aktuelles Zuhause der Eisbären Juniors Berlin) zur Diskussion.
Als Ersatz für die Deutschlandhalle wurde eine neue Spielstätte am Gelände P9 der Berliner Glockenturmstraße errichtet, die eine Kapazität von bis zu 1000 Zuschauerplätzen umfassen sollte. Die Fertigstellung der neuen Eishalle war zunächst für Herbst 2011 geplant.
Die ebenfalls auf dem Messegelände befindliche Eissporthalle an der Jafféstraße, Heimat des Vorgängervereins des ECC Preussen Juniors, des BSC Preussen (inklusive der Preussen Devils und der Berlin Capitals), war 2001 im Rahmen des Südausbaus des Messegeländes der Messe Berlin abgerissen worden, sodass der Abriss der Deutschlandhalle aus Sicht der Anhänger des Clubs als Wegfall der zweiten ehemaligen West-Berliner Eishockeystätte wahrgenommen wurde.

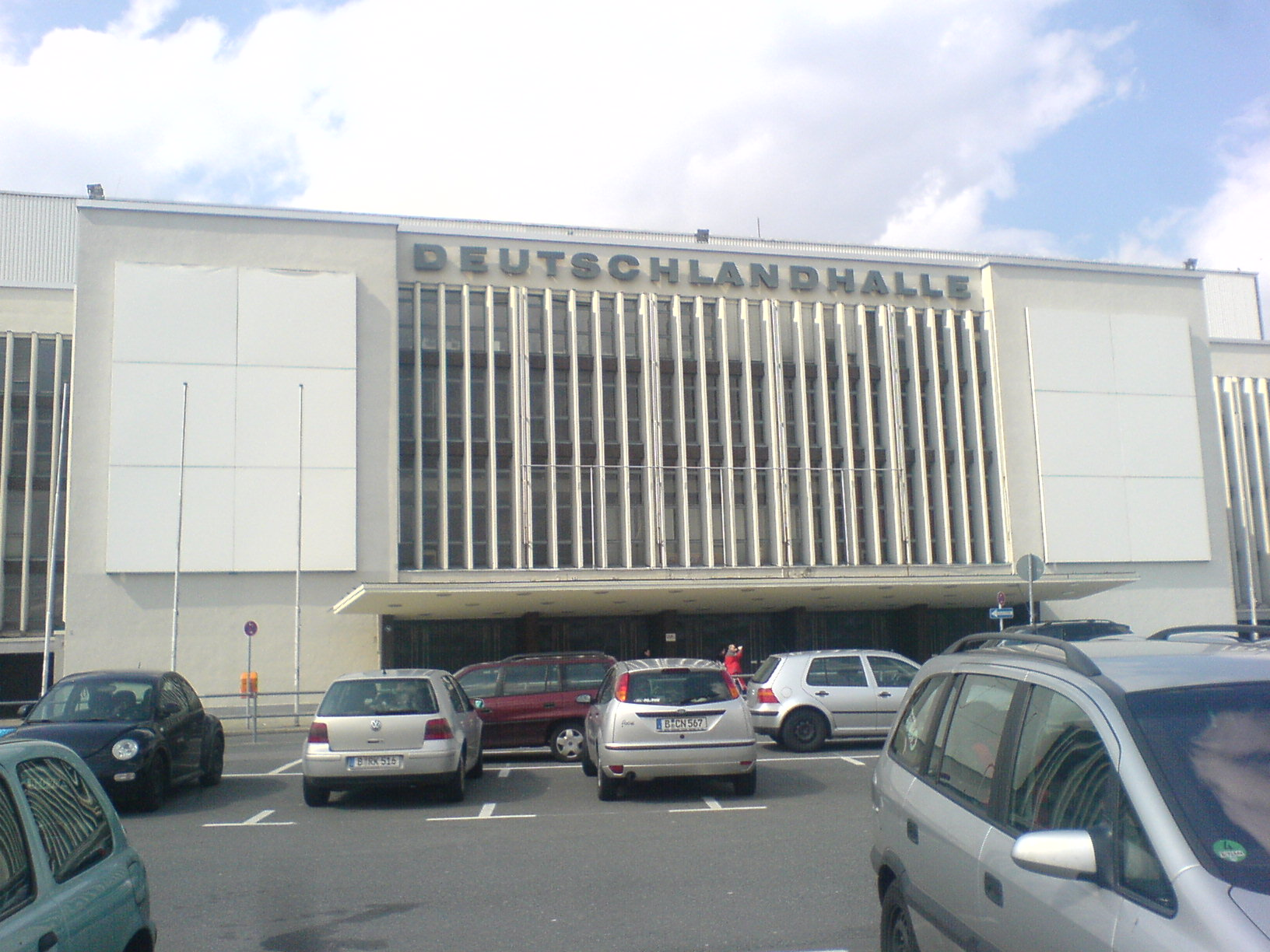
Außenansicht Deutschlandhalle
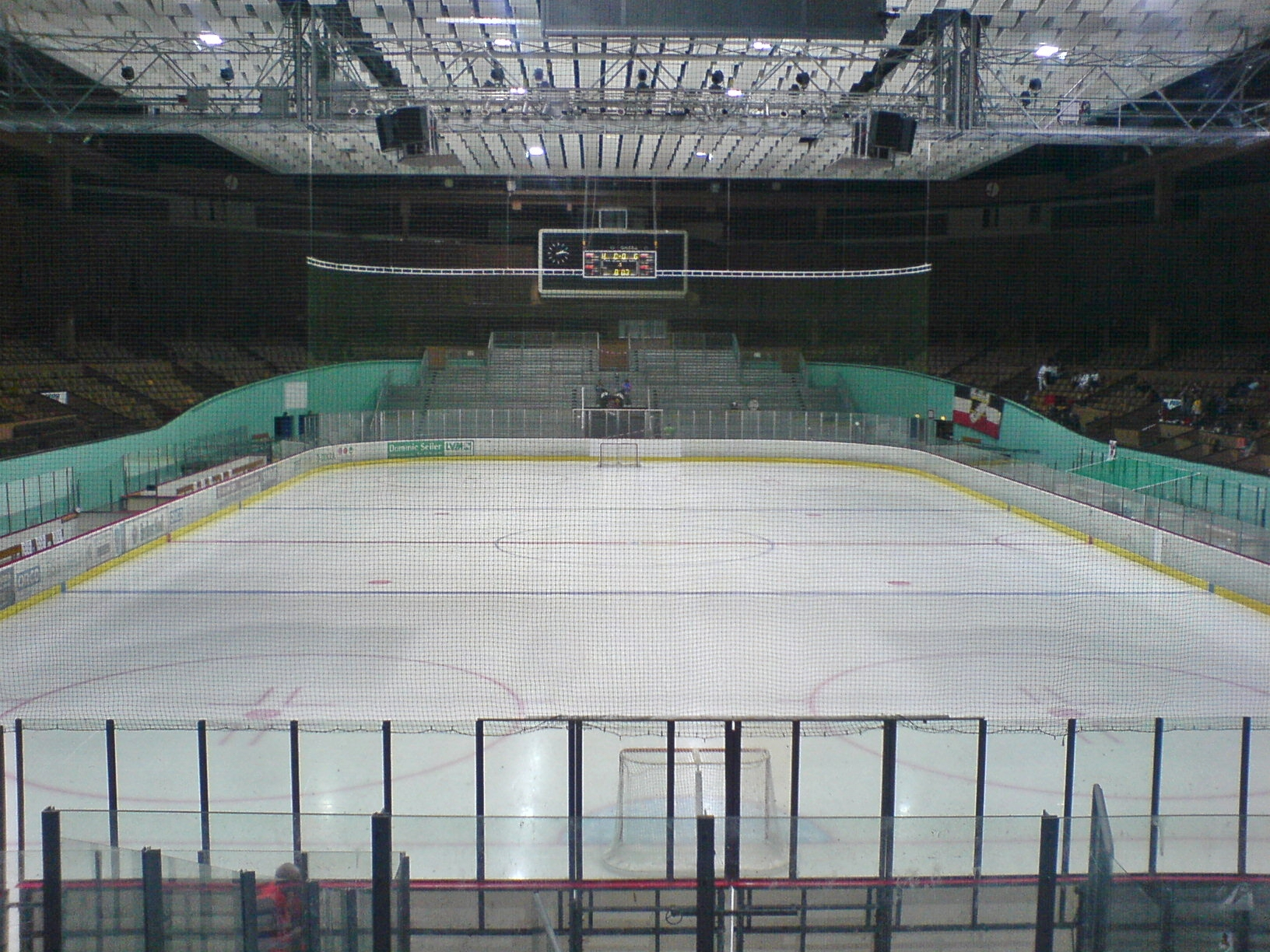
Innenansicht Deutschlandhalle

### Übergangslösung Flughafen Tempelhof und Erika-Heß-Eisstadion
Nach Beendigung der Eishockeysaison 2008/2009 gab der Berliner Senat erst bekannt, dass ab der Saison 2009/2010 das Berliner Velodrom die vorübergehend neue Heimspielstätte der Preussen sein würde.
Nachdem es aber zu viele offensichtliche Probleme mit der Organisation von Berliner Sechstagerennen, Konzerten und den restlich verbliebenen Eiszeiten gab, einigte man sich darauf, im zu diesem Zeitpunkt bereits stillgelegten Flughafen Berlin-Tempelhof eine Übergangslösung zu präsentieren. Hierzu wurde im ehemaligen Hangar 3 eine dauerhafte Eisfläche installiert, die es den Eishockeyteams ermöglichte, die benötigten Trainingszeiten in Anspruch zu nehmen. Da jedoch bis zur Fertigstellung im September 2009 keine Zuschauertribünen standen, trug der ECC Preussen seine Heimspiele im Erika-Heß-Eisstadion aus.
Nachdem auch dieses Übergangsjahr überstanden wurde, bezog der Verein zur Saison 2010/2011 den Hangar. Hier standen fast ganzjährig drei kleine Tribünen, die insgesamt 199 Zuschauer fassten.

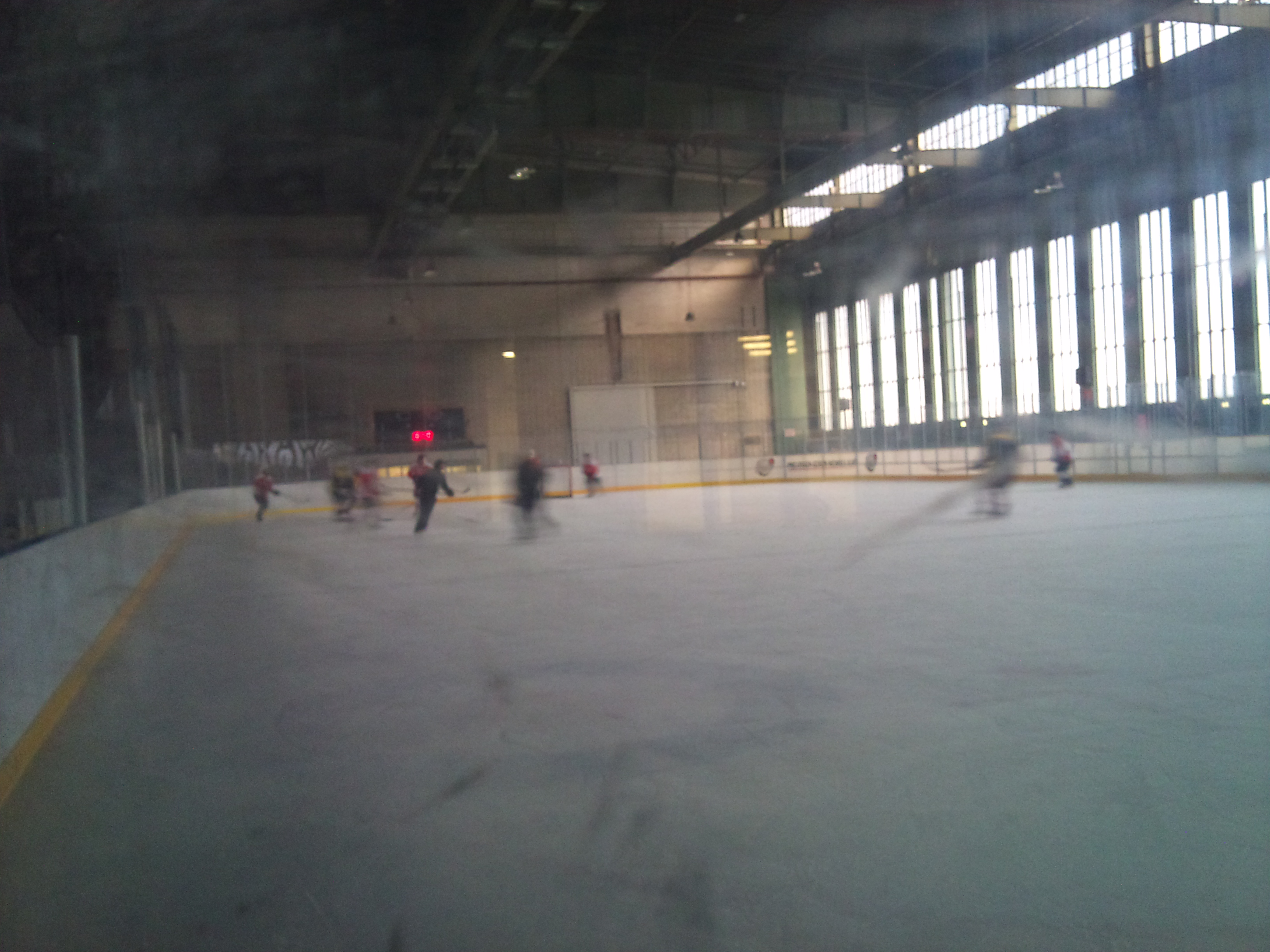
Eishockeyfläche Hangar 3
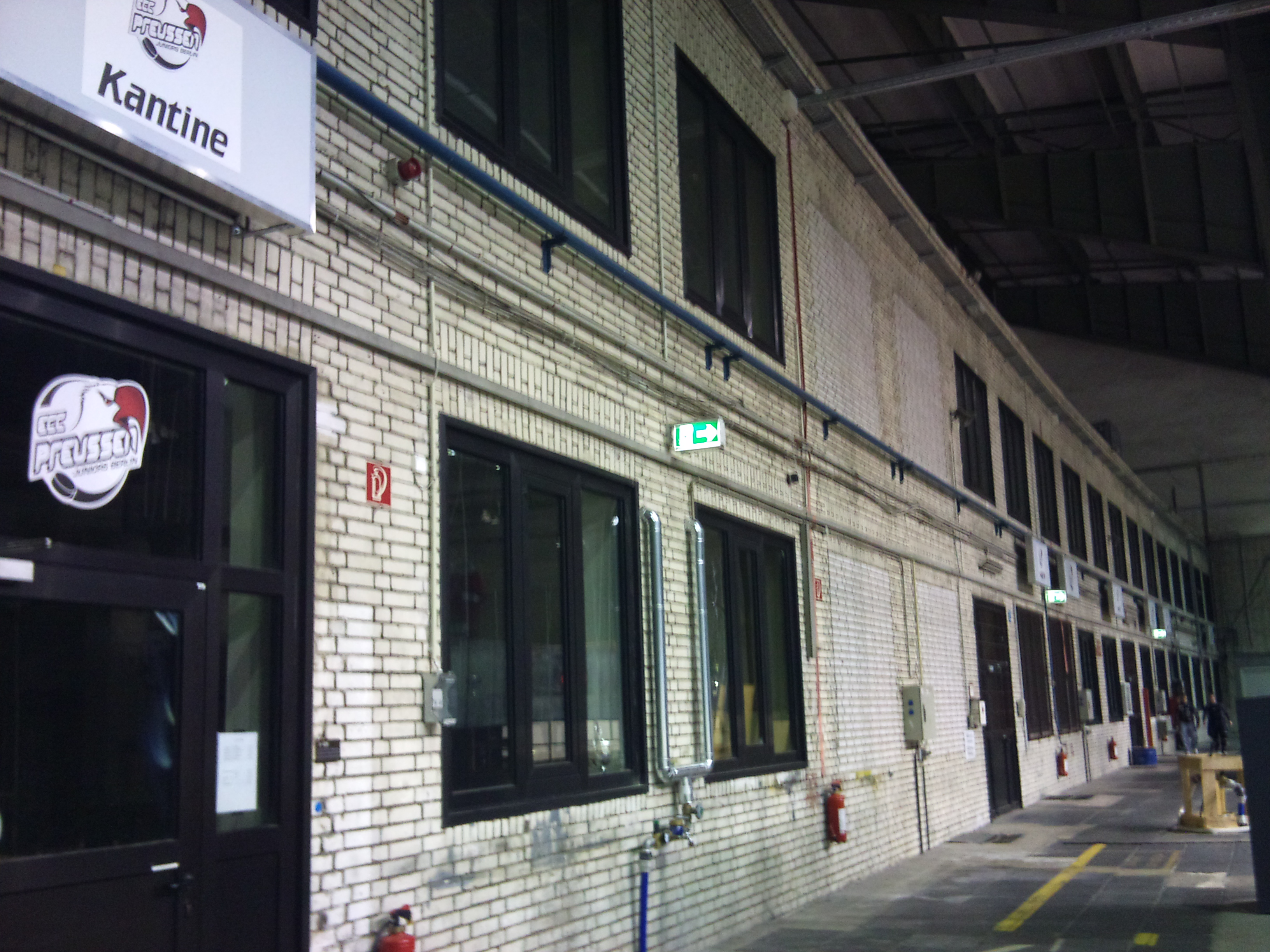
Ansicht einiger Kabinen

### Eissporthalle Charlottenburg
Ab dem 2. März 2012 bezog der ECC Preussen die 1000 Zuschauer fassende neue Eissporthalle P9. Die Baukosten der an der Glockenturmstraße stehenden Eishalle betrugen ca. 15,5 Millionen Euro. Die Kosten wurden vom Berliner Senat getragen. Der ECC Preussen spielte hier bis zu seiner Auflösung.

## Nachwuchs
In der Tradition der Berlin Capitals stand die sehr gute Nachwuchsarbeit, weswegen die Jugendmannschaft die Ligeneinstufung der Capitals übernehmen konnte und in der Saison 2004/2005 in der Deutschen Nachwuchs-Liga spielte. Mit der Gründung des ECC Preussen Juniors Berlin setzte man sich ursprünglich zum Ziel, den Nachwuchsbereich speziell zu fördern, um die so ausgebildeten Jugendlichen im Laufe der Jahre an die Seniorenmannschaft heranzuführen und den Kader der Senioren zu ergänzen.
Der ECC knüpfte dabei an das 1983 entworfene Konzept des Berliner Schlittschuhclubs an. Hierbei wurde vor allem auf die Zusammenarbeit mit einer Berliner Sportschule (Poelchau-Oberschule) gesetzt. Mit dem Aufstieg der Juniorenmannschaft am Ende der Saison 2007/2008 stellte man bis zur Saison 2010/11 drei Jugendmannschaften für die jeweilige Jugendbundesliga des DEB.
Seit der Saison 2010/2011 treten jedoch aus Kostengründen nur noch zwei Jugendteams (Schüler- und Jugendmannschaft) an.
Die wegfallenden Junioren wurden teils der Oberligatruppe eingegliedert, teils verließen sie aber auch den Verein, um sich dem finanziell besser gestellten Berliner Schlittschuhclub oder FASS Berlin anzuschließen.

## Para-Eishockey
Der ECC Preussen trat in der Saison 2014/15 als erster Verein aus Berlin in der Deutschen Sledge-Eishockey Liga an, zuerst für zwei Jahre als SG Preussen/Sachsen mit den Cardinals Dresden. An der Saison 2016/17 nahmen die Preussen nicht teil. Von 2018 bis 2020 traten sie mit Dresden und den ESV Dachau Woodpeckers als Spielgemeinschaft Süd-Ost bzw. als Angry Birds an. Im Mai 2019 wurde der eigenständige Verein Para-Eishockey Club Berlin gegründet. Dieser nimmt seither an der Deutschen Para-Eishockey-Liga teil. Nach einer weiteren Spielgemeinschaft mit dem EHC Freiburg gibt es seit 2022 ein eigenes Berliner Team.

## Fans
Zum Ende der Saison 2007/2008 konnte der Zuschauerschnitt gesteigert werden und erreichte erstmals die 1000er-Marke. Mit teilweise über 1200 Zuschauern in den letzten Spielen der Saison 2007/2008 fanden sich – wohl aufgrund von Aufstiegshoffnungen – so viele Zuschauer wie nie zuvor beim ECC ein. Der Aufstieg konnte jedoch nicht realisiert werden. Auch eine Saison später, als man die erste „Meisterschaft“ holte, kamen wie schon im Vorjahr über 1000 Zuschauer zu den Playoffs in die Halle. Beim letzten Heimspiel der Saison 2008/2009 kamen mehr als 1500 Fans in die Deutschlandhalle und feierten mit den Spielern und Trainern den ersten gewonnenen Titel der Vereinsgeschichte.

### Fanclubs
Ähnlich wie die Fans des ECC bestehen auch viele Fanclubs bereits aus der Ära des Berliner Schlittschuhclubs, des BSC Preussen, der Preussen Devils oder der Berlin Capitals. Allein die Fangemeinschaften Royal Preussen Freakz, 150 % Preussen oder die  FG Sieg oder Spielabbruch sind Fangemeinschaften, die während der Geschichte des ECC Preussens gegründet wurden. Allein in der Saison 2008/2009 entstanden mit den Preussen Guardians und den Preussen Fanatics zwei neue Fangemeinschaften.
Offiziell bestätigte der Verein vier offizielle Fanclubs auf seiner Homepage, wobei die drei oben angesprochenen Fangemeinschaften an sich keine eingetragenen Vereine sind.
- FC Viertes Drittel
- FC Preussens Pferdeturm Outsiders
- Sprudel Rudel Spandau
- 150 % Preussen
- FG Sieg oder Spielabbruch